# Consistório Ordinário Público de 1827

## Cardeais Eleitores
| Nº                 | País               | Nome                         | Idade              | Cargo                         | Título ou Diaconia                                 |
| Cardeais eleitores | Cardeais eleitores | Cardeais eleitores           | Cardeais eleitores | Cardeais eleitores            | Cardeais eleitores                                 |
| ------------------ | ------------------ | ---------------------------- | ------------------ | ----------------------------- | -------------------------------------------------- |
| 1                  | Itália             | Ignazio Nasalli-Ratti        | 76                 | Núncio apostólico na Suíça    | Cardeal-presbítero de Santa Inês Fora das Muralhas |
| 2                  | França             | Joachim-Jean-Xavier d'Isoard | 60                 | decano da Sagrada Rota Romana | Cardeal-presbítero de São Pedro Acorrentado        |

## Ligações Externas
- «Catholic Hierarchy» (em inglês)